# Стив Роджерс (киновселенная Marvel)
Сти́вен Грант Ро́джерс (англ. Steven Grant Rogers), более известный как Стив Ро́джерс (англ. Steve Rogers) — персонаж медиафраншизы «Кинематографическая вселенная Marvel» (КВМ), основанный на одноимённом герое Marvel Comics, широко известный под псевдонимом «Капита́н Аме́рика» (англ. Captain America).
Первоначально Стив Роджерс является суперсолдатом времён Второй мировой войны, на котором провели успешное испытание сыворотки суперсолдата, которая обеспечила ему сверхчеловеческие способности, включая повышенную выносливость, силу и атлетизм. Во время своей борьбы с нацистской организацией «Гидра» он впал в анабиоз во льдах Арктики почти на семьдесят лет, пока не был разморожен в XXI веке. Роджерс становится ключевым членом и лидером команды «Мстители». После принятия «Заковианского договора» Стив лишается щита и звания Капитана Америки, а команда «Мстители» распадается, однако после действий Таноса собирает команду вновь и отменяет действия Таноса. После своей естественной отставки Роджерс выбирает Сэма Уилсона своим преемником и передаёт ему свой щит и титул Капитана Америки.
Роль Стива Роджерса в КВМ исполнял американский актёр Крис Эванс. Впервые Стив Роджерс появляется в фильме «Первый мститель» (2011) и в дальнейшем становится одной из центральных фигур в КВМ, появившись в главных ролях в семи фильмах, а также в эпизодических ролях в четырёх фильмах по состоянию на 2025 год. Когда его впервые представили, реакция на персонажа была смешанной, но постепенно стал любимцем фанатов. Персонажа Стива Роджерса часто цитируют, наряду с Тони Старком (Роберт Дауни-мл.), как цементирующий успех КВМ. Персонаж и его сюжетная арка часто считаются одними из лучших во франшизе, а фильмы про «Первого мстителя» в рамках Саги Бесконечности обычно считаются лучшей трилогией во франшизе.
Альтернативные версии Стива Роджерса из Мультивселенной появляются в фильме «Мстители: Финал» (2019) и мультсериале «Что, если…?» (2021), где их озвучивает Джош Китон.

## Концепция и создание
Капитан Америка был впервые задуман как персонаж комиксов в 1940 году, как прямой ответ на военные действия нацистской Германии, ещё до того, как США приняли участие во Второй мировой войне. Первоначальное введение персонажа включало в себя концепции солдата по имени Стив Роджерс, получившего сыворотку, дающую повышенную силу и ловкость, носящего патриотическую красно-бело-синюю форму, несущего щит и имеющего в качестве помощника подростка по имени Баки Барнс. В 1960-х годах в Marvel решили попробовать вернуть персонажа в качестве члена Мстителей, и, по задумке, персонаж был заморожен в течение двух десятилетий после войны, и его «преследовали прошлые воспоминания, и он пытался адаптироваться к обществу 1960-х годов». Живые выступления персонажа в теле- и кино-сериалах начались через несколько лет после его создания, причём художественный фильм 1990 года оказался как критическим, так и финансовым провалом.
В середине 2000-х годов Кевин Файги понял, Marvel всё ещё владеет правами на основных членов Мстителей, в число которых входил и Капитан Америка. Файги, будучи самопровозглашённым «фанатом», предполагал создать общую вселенную точно так же, как это сделали авторы Стэн Ли и Джек Кёрби со своими комиксами в начале 1960-х годов. В 2005 году Marvel получила от Merrill Lynch инвестиции в размере $525 миллионов, что позволило им самостоятельно выпустить десять фильмов, включая про Капитана Америку. Paramount Pictures согласилась заниматься дистрибуцией фильма.
«Кастинг Капитана Америки был очень трудным. Я начал думать: „Неужели мы не сможем найти Капитана Америку, а если не сможем, то что мы будем делать с «Мстителями»? Неужели это всё развалится?“ А потом, наконец, открылись перед Крисом Эвансом, на которого мы поначалу просто не обращали внимания, потому что он был Джонни Штормом во франшизе „Фантастическая четвёрка“. Затем привели его и показали ему иллюстрации, показали ему, что происходит в этом фильме, и он взял выходные, чтобы решить».
Первоначально фильм должен был быть самостоятельным; Файги сказал, что действие «примерно половины» фильма должно было происходить во время Второй мировой войны, прежде чем перейти в настоящее время. Продюсер Ави Арад сказал: «Самая большая возможность с Капитаном Америкой заключалась в том, что он, как человек „вне времени“, вернувшийся в наши дни, смотрящий на наш мир глазами того, кто думал, что идеальный мир — это Соединённые Штаты из маленьких городков. Прошло шестьдесят лет, и кто мы сегодня? Стали ли мы лучше?» Он цитировал трилогию «Назад в будущее» как источник вдохновения и утверждал, что у него «кто-то на примете на главную роль, и определённо кто-то на должность режиссёра». В феврале 2006 года Арад надеялся, что фильм выйдет в прокат летом 2008 годам. В апреле 2006 года Дэвид Селф был нанят, чтобы написать сценарий. Джо Джонстон встретился с Marvel, чтобы обсудить режиссуру фильма, и подписал контракт в ноябре 2008 года, наняв Кристофера Маркуса и Стивена Макфили, чтобы они переписали сценарий.
В марте 2010 года «Variety» сообщило, что Крис Эванс получил роль Капитана Америки; Райан Филлипп и Джон Красински также рассматривались на эту роль. Эванс, который ранее работал с Marvel в роли Человека-факела в серии фильмов «Фантастическая четвёрка», поначалу три раза отказывался от этой роли, прежде чем подписать контракт на шесть картин с Marvel, сказав: «Я думаю, что Marvel сейчас делает много хороших вещей прямо сейчас, и это забавный персонаж. …Я думаю, что история Стива Роджерса великолепна. Он отличный парень. Даже если это [был] просто сценарий о ком угодно, я, наверно, захотел бы сделать это. Так что речь не обязательно шла о самом комиксе». В апреле сообщалось, что Джосс Уидон перепишет сценарий в рамках своих переговоров по поводу написания сценария и режиссуры «Мстителей». Уидон сказал в августе: «Мне просто нужно было установить некоторые связи с персонажами. Структура этого была очень плотной, и мне это нравилось, но там было и несколько возможностей немного найти его голос — и некоторых других персонажей — и установить связи, чтобы вы точно поняли, почему он хотел быть тем, кем он хотел быть. И продвигаться по сценарию, чтобы проработать его немножко».

## Биография персонажа

### Происхождение
Стив Роджерс родился 4 июля 1918 года в Бруклине, Нью-Йорк, в семье Сары Роджерс. Его отец, служивший в 107-м пехотном полку, был убит горчичным газом во время Первой мировой войны. Его воспитывала мать, медсестра, которая умерла от туберкулёза, оставив Роджерса одного в возрасте восемнадцати лет. При росте 5 футов 4 дюйма (1,63 м) и весе 90 фунтов (41 кг) Роджерс также страдал рядом медицинских проблем, включая астму, сколиоз, сердечную аритмию, частичную глухоту, язву желудка и пернициозную анемию.

### Вторая мировая война
В начале Второй мировой войны Роджерс пытается попасть в Вооружённые силы США, но неоднократно получает отказ из-за многочисленных проблем со здоровьем. В 1943 году, во время посещения выставки инженера Говарда Старка со своим лучшим другом, Джеймсом «Баки» Барнсом, Роджерс снова пытается записаться в армию. Доктор Абрахам Эрскин подслушивает разговор Роджерса с Барнсом и записывает его на службу в армию из-за его постоянных усилий служить своей стране, несмотря на его физические недостатки. Его завербовывают в «Стратегический Научный Резерв» (СНР) в рамках эксперимента «суперсолдат» под руководством доктора Эрскина, полковника армии США Честера Филлипса и британского агента МИ-6 Пегги Картер. В ночь перед испытанием Эрскин рассказывает Роджерсу, что нацистский офицер Иоганн Шмидт, глава научного отдела под названием «Гидра», подвергся несовершенной версии сыворотки, в результате чего страдал постоянными побочными эффектами. Тем не менее Роджерс соглашается на процедуру, и ему вводят сыворотку Эрскина и подвергают воздействию «вита-лучей». После того, как Роджерс становится значительно выше и мускулистее, тайный убийца убивает Эрскина и убегает. Роджерс, используя свою замечательную скорость и увеличенную силу, преследует и захватывает убийцу, который говорит, что он агент «Гидры», и совершает самоубийство с помощью капсулы с цианидом. После смерти Эрскина и потери формулы, сенатор США Брандт пользуется шумихой в СМИ вокруг действий Роджерса и заставляет его совершить турне по стране в красочном костюме с титулом «Капитана Америки», чтобы способствовать продаже военных облигаций.

#### Битва с «Гидрой»
В 1943 году, находясь на гастролях в Италии, Роджерс узнаёт, что 107-й полк (подразделение Барнса), пропал без вести в бою против войск Шмидта. Отказываясь верить, что Барнс мёртв, Роджерс просит Картер и Говарда Старка отправить его в тыл врага на самолёте, чтобы предпринять одиночную попытку спасения. Роджерс проникает на базу «Гидры», освобождая Барнса и других заключённых. Роджерс сталкивается со Шмидтом, который раскрывает себя как «Красного Черепа» и сбегает. После этого Роджерса официально повышают в звании до капитана. Он вербует Барнса и нескольких других элитных солдат, и формирует команду под названием «Воющие Коммандос» для нападения на другие базы «Гидры». Старк снабжает Роджерса современным оборудованием, в первую очередь круглым щитом, сделанным из вибраниума, редкого, почти неразрушимого металла. Позже команда захватывает учёного «Гидры», доктора Арнима Золу, в поезде, но во время битвы Барнс срывается в обрыв, видимо, погибая. Используя информацию, полученную от Золы, Роджерс возглавляет атаку на последний оплот «Гидры», чтобы не дать Шмидту применить оружия массового поражения по крупным городам мира. Роджерс проникает на последнюю базу «Гидры» с помощью СНР, включая Картер, которая раскрывает свои взаимные романтические чувства к Роджерсу, и они обмениваются поцелуем, прежде чем Шмидт сбегает на самолёте с оружием, и его преследует Роджерс. Во время конфронтации Шмидт хватает источник передового оружия «Гидры» — Тессеракт, в результате чего Шмидт исчезает в ярком свете, а Тессеракт теряется в океане. Не имея возможности посадить самолёт без риска взорвать бомбы, Роджерс неохотно прощается с Картер по системе связи самолёта и терпит крушение самолёта в Арктике.

### Приспособление к современной эпохе и битва за Нью-Йорк
В 2011 году Роджерс просыпается в больничной палате в стиле 1940-х годов. Сделав вывод из анахроничной бейсбольной радиопередачи, что что-то не так, он выбегает наружу и оказывается на современном Таймс-сквере, где директор «Щ.И.Т.» Ник Фьюри сообщает ему, что он был заморожен в анабиозе почти 70 лет.
В 2012 году Роджерс узнаёт, что большинство его товарищей по Второй мировой войне умерли, и он изо всех сил пытается приспособиться к современному миру. К нему подходит Фьюри, запустивший «Инициативу „Мстители“» с заданием вернуть украденный Тессеракт у асгардского бога Локи. Роджерс соглашается и агент Фил Колсон знакомит его с агентом Наташей Романофф и доктором Брюсом Бэннером. В Штутгарте Роджерс и Локи вступают в краткую конфронтацию, пока не появляется Тони Старк в броне Железного человека, в результате чего, Локи приходится сдаться. В то время как Локи сопровождают в «Щ.И.Т.» на квинджете, на Землю прибывает его брат Тор и освобождает его, надеясь убедить его отказаться от своего плана. После стычки между Тором, Старком и Роджерсом, Тор соглашается сопроводить Локи на летающий авианосец «Щ.И.Т.а», хеликэриэр.
Мстители становятся разобщены, как по поводу того, как действовать с Локи, так и по поводу знания того, что «Щ.И.Т.» планирует использовать Тессеракт для разработки оружия, точно так же, как это делала «Гидра» в 1940-х годах. Агенты, находящиеся под контролем Локи, включая Клинта Бартона, атакуют хеликэриэр, отключая один из его двигателей в полёте, который Старк и Роджерс перезапускают, работая вместе. Локи сбегает, и Старк и Роджерс понимают, что для Локи просто победить их будет недостаточно; ему нужно победить их публично, чтобы утвердить себя в качестве правителя Земли. Роджерс приглашает Бартона присоединиться к Мстителям после того, как Романофф освободила его из под контроля Локи. Эрик Селвиг использует Тессеракт, и открывает с его помощью портал в Нью-Йорке над Башней Старка, позволяя инопланетной армии Читаури начать вторжение на Землю. Однако Роджерс успешно руководит Мстителями в защите города, в результате чего они побеждают и захватывают Локи. После битвы Роджерс координирует поиск и спасение раненых гражданских лиц. Тор возвращает Локи и Тессеракт в Асгард, чтобы предстать перед правосудием за его вторжение, и Мстители расходятся. Роджерс, получив новообретённую цель в современном мире, уезжает на своём мотоцикле.
В период времени после этих событий Роджерс записывает ряд публичных объявлений для старшеклассников, призывая их к таким вещам, как поддержание здорового образа жизни и соблюдение правил.

### Ликвидация «Гидры» и битва с «Зимним солдатом»
В 2014 году Роджерс работает на «Щ.И.Т.» в Вашингтоне, округ Колумбия, под руководством Фьюри, продолжая приспосабливаться к современному обществу. Роджерс и Романофф отправляются вместе с антитеррористической командой «Щ.И.Т.», «У.Д.А.Р.», возглавляемой агентом Броком Рамлоу, чтобы освободить заложников на борту корабля «Щ.И.Т.», «Лемурианской звезды», который был захвачен террористической группой во главе с Жоржем Батроком. Роджерс и «У.Д.А.Р.» успешно спасают заложников, однако Батрок сбегает, когда Роджерс обнаруживает, что у Романофф есть своё собственное задание: извлечь данные из корабельных компьютеров для Фьюри. Роджерс возвращается в Трискелион, штаб-квартиру «Щ.И.Т.», и, встречаясь с Фиюри высказывает свое недовольство действиями Романофф, координируемыми Фьюри. Ник решает рассекретить для Роджерса информацию о проекте «Озарение»: три хеликэриэра, связанные со спутниками-шпионами, запущенными с «Лемурианской звезды», предназначенные для раннего устранения угроз против Америки. Роджерс, ссылаясь на свои моральные проблемы с такой программой, выражает обеспокоенность тем, что такой проект, скорее всего, приведёт к гибели невинных людей. Он навещает пожилую Пегги Картер, которая выражает сожаление, что Роджерсу так и не удалось прожить ту жизнь, которую он заслуживал.
Не имея возможности расшифровать данные, добытые Романофф, у Фьюри возникают подозрения по поводу проекта «Озарение» и он просит старшего руководителя «Щ.И.Т.» Александра Пирса отложить проект. Фьюри, попавший в засаду нападавших во главе с «Зимним солдатом», сбегает и предупреждает Роджерса, что «Щ.И.Т.» скомпрометирован. Фьюри застреливает Зимний солдат, однако он успевает передать Роджерсу флешку с данным Романофф. Пирс вызывает Роджерса в Трискелион, раскрывая доказательства того, что Фьюри нанял Батрока, чтобы захватить корабль в качестве прикрытия для получения данных, но когда Роджерс утаивает информацию Фьюри, Пирс объявляет его беглецом. Преследуемый командой «У.Д.А.Р.», Роджерс избегает плена и встречается с Романофф. Используя эти данные, они обнаруживают секретные бункер «Щ.И.Т.» под старой военной тренировочной базой Роджерса в Нью-Джерси, где они активируют суперкомпьютер, содержащий сохранившееся сознание Арнима Золы. Зола раскрывает, что после того, как был создан «Щ.И.Т.» после окончание Второй мировой войны, «Гидра» тайно действовала в его рядах и создала мировой кризис, который в конечном итоге заставит человечество пожертвовать свободой ради безопасности. Ракета из «Щ.И.Т.» уничтожает бункер, и они понимают, что Пирс является лидером «Гидры».
Роджерс и Романофф обращаются за помощью к бывшему воздушному спасателю ВВС США Сэму Уилсону, с которым Роджерс подружился ранее, и приобретают его вингпак «Сокол». Догадавшись, что агент «Щ.И.Т.» Джаспер Ситуэлл является кротом «Гидры», они заставляют его разгласить план «Гидры», заключающийся в использовании спутниковых орудий для уничтожения людей, которых алгоритм идентифицирует как угрозу «Гидре». Они попадают в засаду «Зимнего солдата», в котором Роджерс узнаёт Баки Барнса, своего друга, которого он считал погибшим во время Второй мировой войны. Оперативнице «Щ.И.Т.» Марии Хилл удаётся освободить троицу, и они отправляются на конспиративную квартиру, где Фьюри, инсценировавший свою смерть, раскрывает им план, заключающийся в саботировании хеликэриэров с помощью замены их чипов-контроллеров. После того, как члены «Всемирного Совета Безопасности» прибывают на запуск хеликэриэров, Роджерс разоблачает заговор «Гидры», что вызывает внутренний конфликт внутри «Щ.И.Т.». Роджерс и Уилсон штурмуют два хеликэриэра и заменяют чипы контроллера, но «Зимний солдат» разрушает костюм Уилсона и сражается с Роджерсом на третьем хеликэриэре. Роджерс отбивается от него и заменяет последний чип, позволяя Хилл заставить корабли уничтожать друг друга. Роджерс отказывается сражаться с Зимним солдатом в попытке достучаться до своего друга, но когда корабль сталкивается с Трискелионом, Роджерс падает в реку Потомак. Барнс спасает потерявшего сознание Роджерса и исчезает в лесу. «Щ.И.Т.» официально распускается, и после того, как Роджерс оправляется от полученных травм, он вместе с Уилсоном отправляется на поиски Барнса.

### Альтрон и «Заковианский договор»
В 2015 году, в восточноевропейской стране Заковии, Роджерс возглавляет Мстителей против объекта «Гидры», чтобы вернуть скипетр Локи. На них нападают два суперспособных экспериментальных добровольца — близнецы Ванда Максимофф и Пьетро Максимофф, однако Мстителям удаётся заполучить скипетр, и Роджерсу захватить лидера «Гидры», барона Штрукера. Вернувшись в Башню Мстителей, Старк и Бэннер используют скипетр, чтобы завершить глобальную оборонную программу Старка под названием «Альтрон». После этого Мстители устраивают праздничную вечеринку, и оживленный Альтрон раскрывает себя и атакует команду, прежде чем сбежать. В Йоханнесбурге, выследив африканского контрабандиста Улисса Кло, Мстители сталкиваются и сражаются с Альтроном, Вандой и Пьетро. Ванда Максимофф вызывает у Роджерса галлюцинаторные видения Второй мировой войны и Пегги Картер. После катастрофический последсвий галлюцинаций Халка, Роджерс и другие побеждённые Мстители находят убежище в секретной резиденции Бартона. Будучи там, Фьюри воодушевляет команду собраться и остановить Альтрона.
В Сеуле Роджерс, Романофф и Бартон пытаются помешать Альтрону загрузить свою сеть в синтетическое вибраниумное тело, подпитываемое Камнем Разума. Роджерс сражается с Альтроном, пытаясь помешать ему завершить загрузку. Ему помогают близнецы Максимофф, которые встают на сторону Мстителей после того, как узнают, что Альтрон планирует уничтожить человечество. Они забирают синтетическое тело, однако Романофф попадает в плен. В Башне Мстители спорят по поводу синтетического тела, которое, после действий появившегося Тора активируется и называет себя «Вижном». Затем Роджерс и Мстители возвращаются в Заковию, где вступают в битву с Альтроном, в результате чего им удаётся победить его, однако ценой жизни Пьетро Максимоффа и полного разрушения города. На новой базе Мстителей Роджерс и Романофф формируют новую команду, состоящую из Ванды Максимофф, Джеймса Роудса, Вижна и Уилсона.
В 2016 году Роджерс, Максимофф, Романофф и Уилсон противостоят наёмнику Кроссбоунсу в его попытке выкрасть биологическое оружие из лаборатории в Лагосе. Кроссбоунс, (бывший агент «Гидры» Брок Рамлоу), пытается убить Роджерса с помощью бомбы-смертника, но Максимофф спасает его. Однако при этом она случайно убивает нескольких вакандских гуманитарных работников. Это приводит к тому, что госсекретарь США Таддеус Росс информирует Мстителей о том, что Организация Объединённых Наций (ООН) готовится принять «Заковианский договор», который создаст группу ООН для наблюдения и контроля за командой. Мнения Мстителей разделяются: Старк поддерживает надзор из-за своей роли в создании Альтрона и уничтожении Заковии, в то время как Роджерс не решается дать правительству такой контроль над командой.
Гельмут Земо выслеживает и убивает старого куратора Барнса из «Гидры», после чего крадёт книгу, содержащую слова-триггеры, которые активируют программу «Зимний солдат» Барнса. Барнса подставляют в организации взрыва в Вене, в результате которого погибает король Ваканды Т’Чака, а его сын Т’Чалла, Чёрная пантера, клянётся отомстить Барнсу. Роджерс и Уилсон выслеживают Барнса в Бухаресте и пытаются защитить его от Т’Чаллы и властей, но их задерживают. Выдавая себя за психиатра, посланного допрашивать Барнса, Земо активирует программу «Зимний солдат», чтобы прикрыть свой собственный побег и узнать информацию о местонахождении других солдатов. Роджерс останавливает Барнса и прячет его. Когда Барнс приходит в себя, он объясняет, что Земо на самом деле стоит за взрывом в Вене и хотел найти местоположение сибирской базы «Гидры», где в криогенном сне содержатся другие «Зимние солдаты». Роджерс и Уилсон пускаются в бега и вербуют Бартона, Скотта Лэнга и Максимофф на свою сторону. Старк собирает команду, чтобы захватить ренегатов, и они сражаются в аэропорту Лейпциг/Галле в Германии, пока Романофф не позволяет Роджерсу и Барнсу сбежать. Старк заключает перемирие с Роджерсом и Барнсом после того, как узнаёт о Земо, но Земо показывает кадры автомобиля, который Барнс перехватил в 1991 году, в котором находились родители Старка, которых Барнс впоследствии убивает. Разъярённый тем, что Роджерс скрыл это от него, Старк вступает с ними в бой. После напряжённого боя Роджерс отключает броню Железного человека Старка и уходит вместе с Барнсом, оставив свой щит Старку. Роджерс вызволяет свою команду из тюрьмы «Рафт» и направляется с Барнсом в Ваканду, где Барнс решает вернуться в криогенный сон, пока не будет найдено лекарство от программы «Зимний солдат». Разыскиваемые ООН за нарушение «Заковианского договора», Роджерс, Максимофф, Романофф и Уилсон скрываются, в то время как Бартон и Лэнг помещаются под санкционированный правительством домашний арест.

### Противостояние с Таносом
В 2018 году Роджерс, Романофф и Уилсон спасают Максимофф и Вижна в Шотландии от Детей Таноса и возвращаются на базу Мстителей, где они воссоединяются с Роудсом и Бэннером. При обсуждении о жертве Вижна, Роджерс не соглашается и предлагает им отправиться в Ваканду, где есть ресурсы, чтобы извлечь Камень и сохранить Вижну жизнь. Находясь в Ваканде, Роджерс приказывает Максимофф уничтожить Камень, как только его вытащат из головы Вижна. Аутрайдеры, во главе с Проксимой Полночной, Корвусом Глэйвом и Куллом Обсидианом нападают на Ваканду. Роджерс, Барнс, Романофф, Уилсон, Роудс, Бэннер, Т’Чалла и вакандские армии держат оборону и получают поддержку, прибывшего Тора, Ракета и Грута. Роджерс пытается сплотить Мстителей против Таноса, который успешно уничтожает Вижна, получает Камень Разума, заполняя Перчатку Бесконечности и производит «щелчок». Роджерс выживает, но остаётся побеждённым.
Вернувшись на базу Мстителей, Роджерс и Романофф оценивают потери по всему миру и обнаруживают, что Танос уничтожил половину всех живых существ на планете. Их встречает Кэрол Дэнверс, которая прибывает на вызов через пейджер Фьюри. Дэнверс возвращает Старка и Небулу на Землю, а Роджерс ведёт команду, состоящую из Ракеты, Дэнверс, Тора, Романофф, Роудса, Бэннера и Небулы, в космос, чтобы найти Таноса. Они атакуют Таноса, однако узнают, что он уничтожил Камни, чтобы никто не смог отменить его действия. Поняв, что ситуация неисправима, Тор обезглавливает Таноса.

### Месть за павших
В 2023 году Роджерс возглавляет группу поддержки для скорбящих выживших в Нью-Йорке. На базу внезапно прибывает Скотт Лэнг и объясняет, что во время «щелчка» Таноса он застрял в квантовом мире, и предлагает использовать его для путешествия во времени. Роджерс, Романофф и Лэнг навещают Старка, однако последний отказывается помогать. Они встречают Бэннера в закусочной, и убеждают его помочь, однако их первоначальные попытки путешествия во времени венчаются неудачей. Старк возвращается на базу, говоря, что он открыл ключ к успешному путешествию во времени. Стив и Старк восстанавливают свое доверие друг к другу, и Старк возвращает Стиву его щит. После того как Бартон и Тор возвращаются на базу, команда организовывает операцию «Хрононалёт». Роджерс объединяется со Старком, Бэннером и Лэнгом, и отправляется в альтернативный 2012 год, чтобы забрать три Камня, присутствовавшие в Нью-Йорке во время вторжения Локи.
Им удаётся заполучить Камень Времени и Камень Разума, причём Роджерс сталкивается с альтернативной версией самого себя, и успешно её побеждает. Узнав, что Старку и Лэнгу не удалось заполучить Камнем Пространства, Старку и Роджерсу совершают путешествие в альтернативный 1970 год, в котором Старк захватывает Камень с базы «Щ.И.Т.» в Нью-Джерси, в то время как Роджерс забирает частицы Пима на той же базе, чтобы они смогли вернуться обратно. Находясь на базе «Щ.И.Т.» Роджерс видит через окно альтернативную версию Пегги Картер. Мстители возвращаются, за исключением Романофф. Расстроенный Роджерс вдохновляет других Мстителей завершить начатое. Ракета, Старк и Бэннер создают новую Перчатку, после чего Бэннер отменяет действие «Щелчка» Таноса. Однако альтернативная версия Таноса появляется из квантового мира и атакует базу Мстителей.
Во время боя с Таносом Роджерс доказывает, что достоин владеть молотом Тора, Мьёльниром. Танос одерживает верх над Роджерсом и ломает его щит. Роджерс выходит в одиночку противостоять Таносу и всей его армии. Однако прибывают возрождённые Мстители, возрождённые Стражи, армия Ваканды, мастера мистических искусств, Опустошители и Асгардцы, и Роджерс объединяет их всех в финальной битве против Таноса. Не имея других вариантов для победы, Старк использует Перчатку Бесконечности и щёлкает пальцами, побеждая Таноса и его армию, ценой собственной жизни.
После похорон Старка, Роджерс встречается с Барнсом, Уилсоном и Бэннером, и после небольшого диалога, возвращает Камни Бесконечности и Мьёльнир в их альтернативные временные линии. Однако Роджерс решает вернуться в 1949 год, воссоединяется с Картер, женится на ней и живёт с ней полноценной жизнью. Вернувшись к Барнсу, Уилсону и Бэннеру, он предстаёт пожилым мужчиной, и передаёт свои щит и звание Уилсону.

### Наследие
Через шесть месяцев после возвращения половины Вселенной, Сэм Уилсон начинает сомневаться в принятии звания Роджерса как Капитана Америки и вместо этого отдаёт щит правительству США, которые выставляют его в Смитсоновском институте, посвящённому Роджерсу. Хоакин Торрес упоминает, что дискуссии о местонахождении Роджерса превратились в теории заговора в интернете, и распространённой является теория, что он спрятан на секретной лунной базе. Позже Уилсон узнаёт, что правительство назначает новым Капитаном Америкой Джона Уокера.
Барнс разочарован действиями Уилсона по поводу сдачи щита, однако Уилсон объясняет, что ему не было комфортно от мысли о становлении преемником Роджерса. Уокер, высоко награждённый и опытный солдат, указывает на своё желание занять место Роджерса, но вступает в конфликт с Уилсоном и Барнсом, которые отказываются работать с ним и «Всемирным советом по восстановлению» (ВСВ) в выслеживании террористической группировки «Разрушители флагов». Барнс знакомит Уилсона с Исайей Брэдли, афроамериканским преемником Роджерса, с которым он вступал в конфликт во время Корейской войны. Брэдли держали в секрете, заключили в тюрьму на тридцать лет и подвергали экспериментам со стороны правительства США и «Гидры». Уилсон и Барнс узнают, что кровь Брэдли была использована для создания новой вариации сыворотки суперсолдата для «Торговца силой», но была украдена и использована «Разрушителями флагов». Уилсон и Барнс обращаются за помощью к Гельмуту Земо. Однако Гельмут, стремящийся избавить мир от всех суперсолдат, уничтожает все оставшиеся флаконы сыворотки, кроме одного. Оставшийся флакон тайно забирает Уокер, и использует его сам и получает способности суперсолдата. После того, как его партнёра Лемара Хоскинса случайно убивает лидер «Разрушителей флагов» Карли Моргентау, он убивает одного из участников группировки «Разрушителя флагов» щитом, в то время как испуганная толпа наблюдает и записывает его на камеры, транслируя случай на весь мир. Уилсон и Барнс силой отбирают щит у Уокера, ломая ему левую руку. Правительство вскоре лишает Уокера титула Капитана Америки и Уилсон, теперь обладающий щитом Роджерса, продолжает бороться с идеей стать Капитаном Америкой и снова встречается с Исайей Брэдли, который утверждает, что темнокожий человек не может и не должен быть Капитаном Америкой. В конце концов Уилсон смиряется и принимает звание, как и намеревался Роджерс. Он тренируется со щитом и получает в подарок униформу и новый лётный костюм от Барнса, созданный вакандцами. Уилсон, теперь уже в качестве Капитана Америки и с помощью Барнса, Уокера и Шэрон Картер, побеждает «Разрушителей флагов», и Уилсон убеждает ВСВ прекратить практику принудительного переселения. Позже Уилсон добавляет мемориал, посвящённый Исайе Брэдли, к выставке в музее, посвящённой Стиву Роджерсу.
Роджерсу, как и всем остальным Мстителям, был посвящен мюзикл «Роджерс: Мюзикл», а также мемориал около Центрального вокзала в Нью-Йорке, посвященный битве за Нью-Йорк и первый общий сбор Мстителей. А также в честь него, на Статую Свободы добавляют щит Капитана Америки вместо факела, но из-за конфликта альтернативных злодеев Человека-паука, он разрушается и реконструкция откладывается на неопределённый срок.

## Альтернативные версии
Стив Роджерс, озвученный Джошом Китоном появляется в первом сезоне анимационного сериала «Disney+» «Что, если…?» (2021) в виде нескольких альтернативных версий самого себя:

### Крушитель «Гидры»
В альтернативном 1943 году в Роджерса стреляет агент «Гидры», прежде чем он должен был получить Сыворотку суперсолдата. Вместо этого Пегги Картер получает сыворотку, превращаясь в Капитана Картер. После того, как Картер забирает Тессеракт у «Гидры», Говард Старк использует его для создания большого механизированного доспеха для Роджерса. Впоследствии он получил кодовое имя Крушитель «Гидры». Он и Картер образуют связь, и Роджерс поощряет её доказывать, что её критики ошибаются. Роджерс присоединяется к Воющим Коммандос Картер в миссии по убийству Красного Черепа. Роджерса застают врасплох в поезде, груженном взрывчаткой. Она взрывается, вызывая лавину, после чего Роджерс считается погибшим. В заключительной миссии по остановке «Гидры» на их исследовательском объекте Коммандос находят захваченного Роджерса и костюм Крушителя «Гидры». Старк использует генератор для питания костюма, и Роджерс возвращается в бой.
Красный Череп открывает портал в другое измерение с помощью Тессеракта, и существо, похожее на осьминога, проходит через него, убивая его. Картер и Роджерс вместе сражаются против существа, но Картер решает сама протолкнуть монстра обратно через портал. Роджерс смотрит, как она исчезает.
В 2014 году Картер и Романофф находят доспехи Крушителя «Гидры» Роджерса на борту судна «Щ.И.Т.» «Лемурианская звезда», и Романофф утверждает, что кто-то всё ещё внутри. Оказывается, что Стив Роджерс после 1953 года попал под влияние «Красной команты». После пробуждения он нападает на постаревшего Баки Барнса, ставшего госсекретарём, но Капитан Картер и Романофф мешают ему. Позже он приходит в себя и ведёт Картер и Романофф в логово «Красной комнаты», и те попадают в ловушку, устроенную Мелиной Востокофф с помощью запрограммированного на это Роджерса. После схватки с Пегги Стив в итоге напрягает силу воли и уничтожает на летающую базу «Красной команты», налетев на неё в костюме.

### Гибель Мстителей и битва с Локи
В альтернативном 2011 году большинство первоначальных кандидатов на участие в Инициативе «Мстители» Ника Фьюри были убиты Хэнком Пимом. Роджерс — единственный, кто выжил, потому что он всё ещё был заморожен во льду. После поражения Пима и покорения Земли Локи, Фьюри решает продолжить формирование Мстителей и готовится освободить Роджерса ото льда. Некоторое время спустя Роджерс присоединяется к Фьюри, Кэрол Дэнверс и «Щ.И.Т.» в борьбе с Локи и его асгардской армией. Наблюдатель приносит варианта Романофф из другой реальности, и она получает контроль над скипетром Локи и использует его, чтобы обезвредить Локи.

### Зомби-эпидемия
В альтернативном 2018 году Роджерс, вместе с остальными Мстителями реагирует на вспышку Квантового вируса в Сан-Франциско. Однако по прибытии его заражает Хэнк Пим и он является одним из первых героев, ставших зомби. Когда оставшиеся в живых пытаются сбежать из Нью-Йорка на поезде, зомбированный Роджерс заражает Шэрон Картер и сражается с Баки Барнсом. Роджерс в конечном счёте погибает от рук Барнса, который использует щит Роджерса, чтобы разрубить его пополам.

### Завоевание Альтрона
В альтернативном 2015 году Альтрон успешно загружает своё сознание в новое вибраниумное тело, убивает Роджерса и большинство Мстителей и уничтожает всю жизнь на Земле, а затем и во Вселенной.
Во время битвы Наблюдателя и Альтрона среди множества альтернативных вселенных, в одной из них Роджерс вступает в должность президента США. Когда против Альтрона выступают собранные из разных реальностей «Стражи Мультивселенной», в одном из сражений «Верховный» Стрэндж телепортирует и сбрасывает на Альтрона зомбированного Стива Роджерса и прочих Мстителей, тем самым дав Стражам возможность скрыться.

### Роджерс Гуд
В альтернативном 2018 году Стив Рождерс во время битвы с Таносом в Ваканде случайно задевает Камень времени, что вызывает временную аномалию 1602 года. В ней Стив становится лесным разбойником и руководит бандой, состоящей из Зимнего солдата и Человека-муравья. В итоге Ванда-Мерлин призывает из другой альтернативной реальности Капитана Картер, та с помощью устройства Тони Старка выявляет Стива, как причину аномалии, и возвращает всё на свои места.

## Появления в фильмах

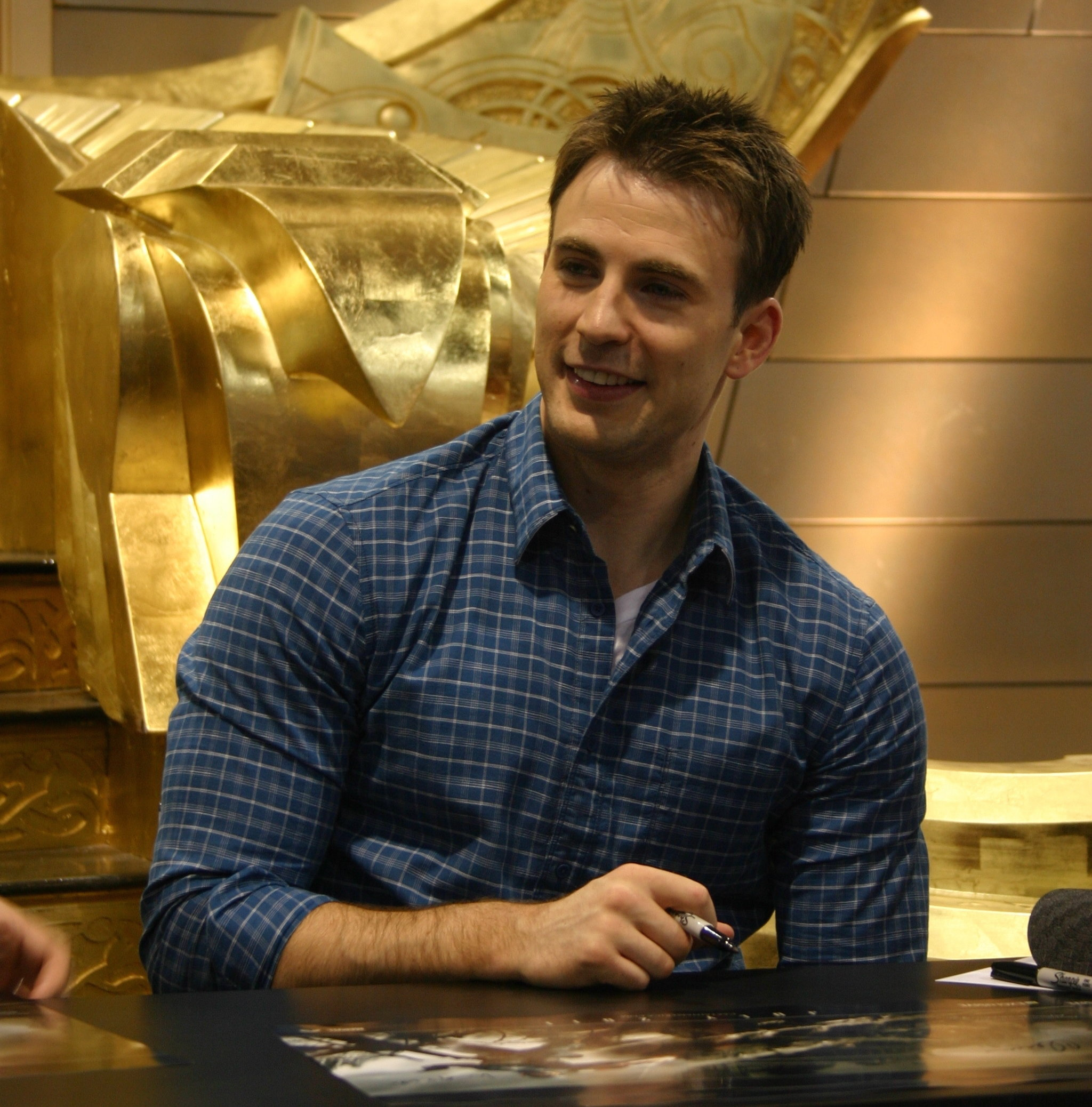
Крис Эванс на San Diego Comic-Con International в 2010 году, продвигая фильм «Первый мститель».

Крис Эванс изображает Стива Роджерса в фильмах Кинематографической вселенной Marvel «Первый мститель» (2011), «Мстители» (2012), «Первый мститель: Другая война» (2014), «Мстители: Эра Альтрона» (2015), «Первый мститель: Противостояние» (2016), «Человек-паук: Возвращение домой» (2017), «Мстители: Война бесконечности» (2018), «Капитан Марвел» (2019) и «Мстители: Финал» (2019). Кроме того, Эванс мельком появился в фильме «Человек-муравей» (2015). Эванс подтвердил, что он намерен перестать исполнять роль после четвёртого фильма про Мстителей, что привело к предположению, что персонаж умрёт в течение финального фильма; в конце «Финала» Роджерс использует машину времени, чтобы вернуться и прожить полную жизнь с Пегги Картер, а его взрослая версия появляется в настоящем времени, чтобы передать свой щит Сэму Уилсону. В некоторых кадрах первого фильма театральный актёр Леандер Дини был двойником тела для телосложения Стива Роджерса до трансформации, в то время как Патрик Горман был двойником тела для пожилого Стива Роджерса.
В январе 2021 года Эванс, как сообщалось, был близок к подписанию сделки по поводу того, чтобы вновь исполнить роль Капитана Америки по крайней мере в одном будущем проекте КВМ. Говорилось, что участие Эванса будет похоже на то, как Роберт Дауни-мл. появлялся в больших второстепенных ролях в других фильмах франшизы, таких как «Противостояние» и «Возвращение домой», после завершения серии фильмов про Железного человека с фильмом «Железный человек 3» (2013). Вскоре после сообщения о своём возвращении, Эванс написал в твиттере, что это было «новостью для [него]».

### Отсылки в других фильмах
- В фильме «Железный человек» (2008) можно увидеть точную копию щита Капитана Америки в мастерской Тони Старка, когда Д.Ж.А.Р.В.И.С. снимает с него броню и Пеппер Поттс замечает его[59].
- В фильме «Невероятный Халк» (2008) генерал Росс упоминает Эмилю Блонски, что была программа Второй мировой войны, которая создала сыворотку суперсолдата. Показана сыворотка суперсолдата, а также в качестве её создателя упоминается доктор Райнштайн — псевдоним доктора Эрскина в комиксах[60]. В удалённой сцене начала фильма Брюс Бэннер отправляется в Арктику, чтобы покончить с собой, но превращается в Халка, разбивая ледник. Там видны погребённая человеческая фигура и щит, которыми должны быть Стив Роджерс и его щит[61].
- В фильме «Железный человек 2» (2010) агент «Щ.И.Т.» Фил Колсон обнаруживает в коробке неполную копию щита Капитана Америки. Когда он спрашивает Тони Старка, знает ли он, что это такое, Тони говорит ему, что с «его помощью он заставит всё работать», и помещает щит под свой коллайдер частиц, чтобы выровнять его[62].
- В фильме «Тор 2: Царство тьмы» (2013) Локи маскируется под Капитана Америку[63].
- В фильме «Человек-паук: Возвращение домой» (2017) Хэппи Хоган упоминает «прототип нового щита Кэпа», сделанный компанией Stark Industries[64]. Капитан Америка, одетый в форму из «Мстителей» в серии образовательных роликов, показан в разных моментах фильма студентам Мидтаунской школы. В роликах затрагиваются темы фитнеса, наказание и половое созревание, кульминацией которых является шуточный ролик после всех титров, где Кэп говорит о том, что терпение не всегда вознаграждается.
- В фильме «Человек-паук: Вдали от дома» (2019) Роджерс показан в мемориальном слайд-шоу вместе со Старком, Романофф и Виженом как герои, потерявшие свою жизнь из-за Войны бесконечности[65].

### Другие медиа

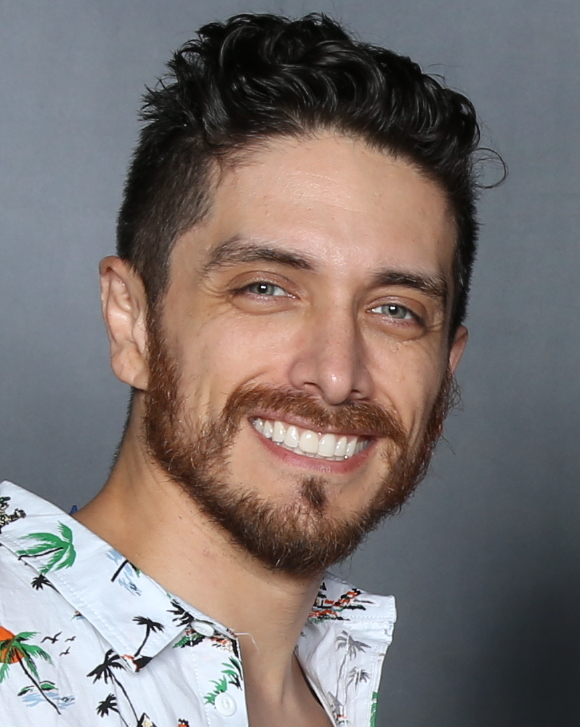
Джош Китон озвучивает Стива Роджерса / Крушителя «Гидры» в «Что, если…?»

- В короткометражном фильме «Агент Картер» (2013) из серии Marvel One-Shots рассказывается о подвигах Пегги Картер через год после событий «Первого мстителя», и в нём присутствует флэшбэк о последнем Картер со Стивом Роджерсом[66]. Эта сцена также была показана в первом эпизоде сериала «Агент Картер».
- В сериале «Сокол и Зимний солдат» речь Роджерса Уилсону, которую он сказал в конце фильма «Мстители: Финал», можно услышать в первом эпизоде, «Новый мировой порядок». Также в этом эпизоде Уилсон борется с тем, чтобы принять звание Капитана Америки, полагая, что он не достоин этого звания. В Смитсоновском институте в Вашингтоне, округ Колумбия, демонстрируется музей, посвящённый Роджерсу, и Уилсон предоставляет им знаковый щит для выставки. Однако правительство США называет Джона Уокера своим новым Капитаном Америкой, и ему дают щит.
- В сериале «Локи» можно увидеть Роджерса в архивных кадрах в эпизоде «Славная миссия». В эпизоде «Путешествие в тайну» Хвастливый Локи утверждает, что победил Капитана Америку в своей линии времени[67].

## Характеризация

### Внешний вид и снаряжение
Художник по костюмам Анна Б. Шеппард заявила, что форма Капитана Америки в фильме «Первый мститель» была частично основана на форме десантников той эпохи, объяснив: «Я думаю, что вызовом в этом костюме было то, что он должен был выглядеть 40-го года выпуска, поэтому некоторые элементы, такие как использование кожи для ремешков и ремня, металлические пряжки и не слишком тесная посадка, были важны. Забудьте о спандексе!». Супервайзер визуального развития Райан Майнердинг уточнил: «Ремешки, которые спускаются с его груди, очень похожи на крепление A.L.I.C.E., которое использовали во Вьетнаме. Использование ремешков в качестве полосок на его торсе тогда казалось элегантным дизайнерским решением. В конце концов, основные аспекты дизайна этого костюма заключаются в том, чтобы сделать его похожим на солдата, функциональным и жёстким». В «Мстителях» его костюм был сделан так, чтобы он выглядел «более супергеройским» по сравнению с «Первым мстителем», по просьбе Уидона. Художник по костюмам Александра Бирн заявила, что разница между обоими костюмами заключается в «доступных тканях. Сегодня у нас много эластичных тканей, а тогда ещё не было никаких „технотканей“», и назвала его дизайн «самым технически сложным» из костюмов Мстителей.
Для «Другой войны» Эванс занимался паркуром, бразильским джиу-джитсу, карате, боксом, кикбоксингом и гимнастикой, поскольку братья Руссо считали, что появление Роджерса в современном мире также означало, что он изучил и освоил современные боевые стили и техники. Создатели также стремились сделать щит персонажа, который традиционно использовался для защиты, более похожим на оружие для нападения. Для «Эры Альтрона» Эванс сказал, что ему удалось сохранить силу, которую он подготовил для «Другой войны», тренируясь по часу в день. Эванс не хотел отступать от навыков, показанных в «Другой войне», и удостоверился, что боевой стиль Роджерса продвинулся вперёд, показывая «последовательную демонстрацию силы» и заставляя Роджерса использовать своё окружение. Тренировочный режим Эванса, чтобы привести себя в форму для этой роли, включал поднятие тяжестей, которые состояли из «классического веса тела и бодибилдинга», гимнастику и плиометрику, избегая при этом кардиотренировок, а также высокобелковую диету. Для «Противостояния» его костюм в фильме получил «тонкие изменения во всех деталях и крое», а также его цвет, став комбинацией костюма-невидимки из «Другой войны» и костюма из «Эры Альтрона». В «Войне бесконечности» Роджерс получает новые вибраниумные перчатки от Шури в качестве замены своему традиционному щиту.
По поводу гражданской одежды на протяжении всей серии фильмов, было отмечено, что Роджерс «склонен выглядеть очень сдержанно… основываясь на очень простых деталях, которые работают вместе». В своём первом появлении в гражданской одежде, дизайном которой занималась Шеппард, «послесывороточный Стив выглядел полностью по-американски в убийственно обтягивающей белой футболке и брюках цвета хаки», в то время как в «Мстителях» Бирн сделала его «достаточно утончённым, чтобы красиво сочетать клетки и полоски». Художник по костюмам Джудианна Маковски описала его эволюцию моды между «Другой войной» и «Противостоянием» как становящуюся всё более удобной в его одежде. Однако статья в журнале «New York» раскритиковала его одеяние на протяжении всей серии фильмов как «лишённую узоров, графики, образов или чего-либо ещё, чего бы вы не могли не раскрасить одним карандашом».

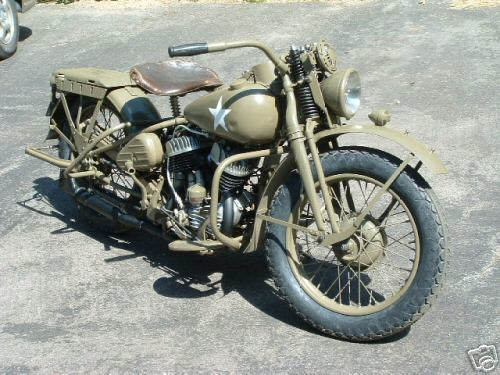
Восстановленный Harley-Davidson WLA

В «Первом мстителе» Роджерс использует вооружённый мотоцикл WLA 1942 года во время Второй мировой войны в своих боях против «Гидры». В фильме «Первый мститель: Другая война» и сериале «Сокол и Зимний солдат» эта модель показана на выставке, посвящённой Капитану Америка, в Смитсоновском музее воздухоплавания и астронавтики. В «Мстителях» (2012) показано, что Роджерс перешёл на модель Softail Slim для поездок по Нью-Йорку, прежде чем использовать модель Street 750 при бегстве от преследующих агентов «Гидры» в «Другой войне». Позже Роджерс использует другие модели, такие как Breakout, V-Rod и Softail Slim S.

### Личность
Стив Роджерс начинает как хрупкий, болезненный молодой человек, который достигает пика человеческих возможностей с помощью экспериментальной сыворотки, чтобы помочь США во Второй мировой войне. Относительно степени способностей персонажа Эванс отметил: «Он сокрушил бы Олимпийские игры. В любом олимпийском виде спорта он будет доминировать. Он может прыгать выше, бегать быстрее, поднимать более тяжёлый вес, но он может быть ранен. Он мог бы подвернуть лодыжку и выбыть на сезон. Он не идеален, он не неприкасаем. Так что много эффектов, если я собираюсь кого-то ударить, они посадят его на трос и закинуть на 50 футов назад, но он всё равно упадёт, возможно и не поднимется, что, как я думаю, очеловечивает это. Это делает это чем-то таким, опять же, я думаю, к чему можно чуть лучше соотнести себя, и мне это действительно нравится».
Эванс сказал, что Роджерс гораздо мрачнее в «Мстителях»: «Всё дело в том, что он пытается примириться с современным миром. Только представьте себе, это ещё тот шок, что нужно принять тот факт, что вы находитесь в совершенно другом времени, но все, кого вы знаете, мертвы. Все, кого вы любили… Очевидно, он был солдатом, все, с кем он сражался, все его братья по оружию, они все мертвы. Он просто одинок. Я думаю, что в начале это сцена, где он вне своей стихии, и это трудно. Это тяжёлая пилюля для него. Затем следует попытка найти баланс с современным миром». Что касается динамики между Роджерсом и Тони Старком, Эванс сказал: «Я думаю, что, безусловно, присутствует дихотомия — такого рода трения между мной и Тони Старком, они полные противоположности. Один парень — это вспышки, центр внимания и гладкость, а другой парень — самоотверженный, в тени и вроде как тихий, и они должны ладить друг с другом. Они исследуют это, и это довольно весело». Ключевой момент в «Мстителях» происходит, когда Старк, который ранее пренебрежительно относился к Роджерсу, уступает Роджерсу как лидеру недавно сформированной команды для защиты Нью-Йорка от крупномасштабного нападения. Описывая продолжающуюся адаптацию своего персонажа к современному миру в «Другой войне», Эванс сказал: «Дело не столько в его шоке от [технологий]… Дело скорее в социальных различиях. Он перешёл из 40-х в наши дни; он пришёл из мира, где люди были немного более доверчивыми, угрозы не были такими глубокими. Теперь уже труднее сказать, кто прав, а кто нет. Действия, которые вы предпринимаете для защиты людей от угроз, могут поставить под угрозу свободу и неприкосновенность частной жизни. Стиву это не легко принять».
В своём следующем появлении, в «Эре Альтрона», Роджерс является лидером Мстителей. Эванс заявил, что с момента падения «Щ.И.Т.а» в фильме «Первый мститель: Другая война», Роджерсу приходится зависеть от своих товарищей по команде Мстителей без структуры военной жизни, и теперь он «пытается понять, где его место, не только как солдата, как Капитана Америки, но и как Стива Роджерса, как человека». В «Противостоянии» Роджерс становится лидером фракции Мстителей против законоположения. Режиссёр Энтони Руссо описал сюжетную арку Капитана Америки в фильме как переводящую его от «несколько охотного пропагандиста» к «повстанцу» в конце фильма. В отличие от Гражданской войны из комиксов, в фильме не собирались убивать Роджерса, так как режиссёры думали, что это был «лёгкий конец… Более трудное и интересное место, где можно оставить семейную ссору: могут ли эти важные отношения когда-либо быть восстановлены? Неужели эта семья разорвана навсегда?».
Режиссёр Джо Руссо сказал, что после событий фильма «Первый мститель: Противостояние» (2016) Роджерс борется с конфликтом между своей ответственностью перед самим собой и ответственностью перед другими. В «Войне бесконечности» персонаж воплощает «дух» своей альтернативной версии из комиксов, которая называется Кочевник. В раннем варианте фильма подумывали, чтобы впервые показать Роджерса в фильме, когда он спасает Вижена от нападения Корвуса Глэйва в Ваканде во время третьего акта. Маркус и Макфили сказали, что их назвали «безумцами» за то, что они решили так долго ждать, чтобы ввести Роджерса в фильм, и в конечном счёте признали, что это был «не удовлетворительный» подход.
В фильме «Мстители: Финал» Кристофер Маркус описал Роджерса как человека, который «движется к какому-то просветлённому эгоизму». И он, и Макфили знали, что он получит «танец», который он обещал Пегги Картер в фильме «Первый мститель» (2011), причём Макфили сказал: «Он отложил жизнь, чтобы исполнить свой долг. Вот почему я не думал, что мы когда-нибудь убьём его. Потому что это не та арка. Эта арка заключается в том, что я наконец-то смогу снять свой щит, потому что я это заслужил».

## Отличия от комиксов
История происхождения Капитана Америки соответствует истории из комиксов, особенно из Ultimate Marvel для некоторых элементов, таких как взросление в Бруклине и то, что Баки был его лучшим другом детства, а не встретился со Стивом позже, но после этого истории расходятся. Роджерс также является одним из членов-основателей Мстителей, в отличие от комиксов, где он является более поздним дополнением к составу, а уже сформировавшиеся Мстители были теми, кто оттаил его изо льда. В комиксах Стив Роджерс был убит во время сюжетной линии «Гражданской войны», что привело к тому, что Баки Барнс стал следующим Капитаном Америкой. В КВМ Роджерс выживает в «Гражданской войне», и со временем он передаёт звание Капитана Америки Сэму Уилсону в фильме «Мстители: Финал». В комиксах Уилсон стал Капитаном Америкой в 2014 году.

## Реакция
Фанаты и критики положительно восприняли исполнение роли персонажа Эвансом. Роджер Мур из «Orlando Sentinel» положительно оценил выступление Эванса в роли Стива Роджерса, написав, что Эванс «привносит надлежащую искренность в персонажа». Роджер Эберт описал этого персонажа как «героя, до которого нам есть дело и который имеет какой-то характер». Точно так же в своём обзоре на фильм «Мстители: Финал», Джо Моргенштерн из «The Wall Street Journal» похвалил как актёра, так и персонажа, назвав «непринуждённо приятного Стива Роджерса / Капитана Америку в исполнении Криса Эванса прирождённым лидером команды».
Питер Дебрюге из «Variety» был более критичен, обнаружив, что «если говорить о героях Marvel, Капитан Америка, должно быть, самый простой из всех», и что из-за его быстрого исцеления и боевых способностей «нет ни малейшего беспокойства о том, что нацисты могут взять над ним верх». В 2015 году журнал «Empire» назвал Капитана Америку 46-м величайшем киногероем всех времён. В декабре 2017 года в интервью с «Vanity Fair» президент Marvel Studios Кевин Файги назвал Эванса «великим актёром» и «неохотной звездой». Он сравнил его исполнение роли Капитана Америки с Суперменом Кристофера Рива за сильную ассоциацию между актёрами и их соответствующими персонажами.
Фраза, сказанная Роджерсом в фильме «Мстители: Финал»: «Нет, не думаю, что стану», стала предметом нескольких интернет-мемов.

### Награды
| Год  | Фильм                             | Награда                | Категория                                         | Результат | Прим.   |
| ---- | --------------------------------- | ---------------------- | ------------------------------------------------- | --------- | ------- |
| 2011 | «Первый мститель»                 | Teen Choice Awards     | Choice Summer: Актёр                              | Номинация | [ 111 ] |
| 2011 | «Первый мститель»                 | «Scream»               | Лучший актёр в фантастическом фильме              | Номинация | [ 112 ] |
| 2011 | «Первый мститель»                 | «Scream»               | Лучший супергерой                                 | Победа    | [ 112 ] |
| 2011 | «Первый мститель»                 | «Scream»               | Лучшая драка (с Хьюго Уивингом)                   | Номинация | [ 112 ] |
| 2012 | «Первый мститель»                 | People’s Choice Awards | Любимый супергерой                                | Номинация | [ 113 ] |
| 2012 | «Первый мститель»                 | MTV Movie Awards       | Лучший киногерой                                  | Номинация | [ 114 ] |
| 2012 | «Первый мститель»                 | «Сатурн»               | Лучший актёр                                      | Номинация | [ 115 ] |
| 2012 | «Мстители»                        | Teen Choice Awards     | Choice Movie: Актёр-звезда экрана                 | Номинация | [ 116 ] |
| 2013 | «Мстители»                        | People’s Choice Awards | Любимая кинозвезда боевиков                       | Номинация | [ 117 ] |
| 2013 | «Мстители»                        | People’s Choice Awards | Любимый супергерой                                | Номинация | [ 117 ] |
| 2013 | «Мстители»                        | MTV Movie Awards       | Лучший бой (с актёрским составом)                 | Победа    | [ 118 ] |
| 2014 | «Первый мститель: Другая война»   | Teen Choice Awards     | Choice Movie: Актёр научно-фантастического фильма | Номинация | [ 119 ] |
| 2014 | «Первый мститель: Другая война»   | Teen Choice Awards     | Choice Movie: Химия (с Энтони Маки)               | Номинация | [ 119 ] |
| 2014 | «Первый мститель: Другая война»   | Teen Choice Awards     | Choice Movie: Поцелуй (со Скарлетт Йоханссон)     | Номинация | [ 119 ] |
| 2014 | «Первый мститель: Другая война»   | Молодой Голливуд       | Супер-супергерой                                  | Номинация | [ 120 ] |
| 2015 | «Первый мститель: Другая война»   | Critics' Choice Awards | Лучший актёр в экшн-фильме                        | Номинация | [ 121 ] |
| 2015 | «Первый мститель: Другая война»   | People’s Choice Awards | Любимый дуэт (со Скарлетт Йоханссон)              | Номинация | [ 122 ] |
| 2015 | «Первый мститель: Другая война»   | People’s Choice Awards | Любимый актёр боевиков                            | Победа    | [ 122 ] |
| 2015 | «Первый мститель: Другая война»   | «Сатурн»               | Лучший актёр                                      | Номинация | [ 123 ] |
| 2015 | «Первый мститель: Другая война»   | MTV Movie Awards       | Лучший бой (с Себастианом Стэном)                 | Номинация | [ 124 ] |
| 2015 | «Первый мститель: Другая война»   | MTV Movie Awards       | Лучший поцелуй (со Скарлетт Йоханссон)            | Номинация | [ 124 ] |
| 2015 | «Мстители: Эра Альтрона»          | Teen Choice Awards     | Choice Movie: Звезда экрана                       | Победа    | [ 125 ] |
| 2016 | «Мстители: Эра Альтрона»          | Kids’ Choice Awards    | Любимый актёр                                     | Номинация | [ 126 ] |
| 2016 | «Мстители: Эра Альтрона»          | MTV Movie Awards       | Лучший киногерой                                  | Номинация | [ 127 ] |
| 2016 | «Первый мститель: Противостояние» | Teen Choice Awards     | Choice Movie: Актёр научно-фантастического фильма | Победа    | [ 128 ] |
| 2016 | «Первый мститель: Противостояние» | Teen Choice Awards     | Choice Movie: Химия (с актёрским составом)        | Номинация | [ 129 ] |
| 2016 | «Первый мститель: Противостояние» | Teen Choice Awards     | Choice Movie: Поцелуй (с Эмили Ванкэмп)           | Номинация | [ 129 ] |
| 2016 | «Первый мститель: Противостояние» | Critics' Choice Awards | Лучший актёр в экшн-фильме                        | Номинация | [ 130 ] |
| 2017 | «Первый мститель: Противостояние» | People’s Choice Awards | Любимый актёр боевиков                            | Номинация | [ 131 ] |
| 2017 | «Первый мститель: Противостояние» | Kids’ Choice Awards    | Любимый актёр                                     | Номинация | [ 132 ] |
| 2017 | «Первый мститель: Противостояние» | Kids’ Choice Awards    | Любимый крутой герой                              | Победа    | [ 132 ] |
| 2017 | «Первый мститель: Противостояние» | Kids’ Choice Awards    | Любимые заклятые друзья (с Робертом Дауни-мл.)    | Номинация | [ 132 ] |
| 2017 | «Первый мститель: Противостояние» | Kids’ Choice Awards    | #Отряд (с актёрским составом)                     | Номинация | [ 132 ] |
| 2017 | «Первый мститель: Противостояние» | «Сатурн»               | Лучший актёр                                      | Номинация | [ 133 ] |
| 2018 | «Мстители: Война бесконечности»   | Teen Choice Awards     | Choice Movie: Актёр экшна                         | Номинация | [ 134 ] |
| 2019 | «Мстители: Война бесконечности»   | Kids’ Choice Awards    | Любимый актёр                                     | Номинация | [ 135 ] |
| 2019 | «Мстители: Война бесконечности»   | Kids’ Choice Awards    | Любимый супергерой                                | Номинация | [ 135 ] |
| 2019 | «Мстители: Финал»                 | MTV Movie & TV Awards  | Лучший бой (с Джошем Бролином)                    | Номинация | [ 136 ] |
| 2019 | «Мстители: Финал»                 | Teen Choice Awards     | Choice Movie: Актёр экшна                         | Номинация | [ 137 ] |
| 2019 | «Мстители: Финал»                 | «Сатурн»               | Лучший актёр                                      | Номинация | [ 138 ] |
| 2019 | «Мстители: Финал»                 | People’s Choice Awards | Кинозвезда боевиков 2019 года                     | Номинация | [ 139 ] |
| 2020 | «Мстители: Финал»                 | Kids’ Choice Awards    | Любимый актёр                                     | Номинация | [ 140 ] |

## Комментарии
1. ↑  Полное указание имени было показано в «Что, если… Альтрон победил бы?»
2. ↑  В альтернативной реальности через путешествие во времени[4][5] или в прошлом в основной временной линии.[6]
3. ↑  Как утверждалось в письме, которое он написал Тони Старку в конце фильма «Первый мститель: Противостояние»
4. ↑  Информация на музейном экспонате, показанном в фильме «Первый мститель: Другая война»
5. ↑  События мини-сериала «Сокол и Зимний солдат» (2021).
6. ↑  События мини-сериала «Соколиный глаз» (2021).
7. ↑  События фильма «Мстители»